# Juan Carlos Aduviri
Juan Carlos Aduviri (El Alto, Bolívia, 1 de febrer de 1976) és un actor i professor de cinema bolivià de cinematografia. Aduviri va assolir la fama en aconseguir un paper principal a También la lluvia, pel·lícula de Icíar Bollaín rodada a Bolívia. Amb la seva actuació va aconseguir una nominació al Goya al millor actor revelació. Les seves altres pel·lícules inclouen el curtmetratge britànic, Salar (2011) i Refugiados (2013).
És el sisè de set germans. Va estudiar secundària a la ciutat d'El Alto. Igualment, va fer estudis de cinematografia a l'Escola Municipal d'Arts d'El Alto, on és professor. Va ser guardonat com a millor actor en el Festival de Cinema de França Les Arcs. També va guanyar el premi al millor actor als premis polonesos del Gran Premi mundial de cinema independent pel seu paper a Salar el 2011.